# 奥利弗·科吕格
奥利弗·科吕格（1973年—），德國人，瑞士弗里堡大學宗教學系终身教授。
1994—1999年，科吕格在波恩大學學習社會學、考古學及宗教學。2003年，獲得波恩大學宗教學博士學位。在博士論文中，他探尋了後人類主義及超人類主義產生的哲學、宗教學及社會學背景，這是首部深入研究後人類主義及超人類主義的學術專著。2004年，本書赢得了德國宗教學學會最佳學術著作獎。 
2001—2005年，科吕格在德國海德堡大學從事博士後研究，研究课題是互聯網在維卡教傳播中的作用。
2005—2007年，他在普林斯頓大學宗教研究中心擔任客座教授，致力於美國非主流喪葬文化的研究工作。科吕格從2007年起擔任瑞士弗里堡大學宗教學系终身教授兼任系主任。
2011—2014年，出任瑞士宗教學學會主席。2012—2013年，應邀擔任科隆大學國際文化形態學研究中心院士。
科吕格主要致力于探索宗教與(新)媒體、宗教與科學以及宗教與進步/進化概念之間的關係。此外，他還對宗教理論的辨論做出了重大貢獻。他的主要觀點是，宗教學研究已經發生了典範轉移，也就是從尋求普遍定義宗教性質的亞里士多德轉移為在社會、歷史和文化背景下理解宗教的典範。